# Nuoto ai Giochi della XXXIII Olimpiade - 10 km maschili
La gara di nuoto della maratona di 10 km maschile dei Giochi della XXXIII Olimpiade di Parigi è stata disputata il 9 agosto 2024 nelle acque del fiume Senna a partire dalle ore 07:30 (UTC+2). Vi hanno partecipato 31 atleti provenienti da 23 nazioni. La competizione è stata vinta dal nuotatore ungherese Kristóf Rasovszky, che aveva già vinto la medaglia d'argento nella stessa competizione nella precedente edizione, mentre l'argento e il bronzo sono andati rispettivamente al tedesco Oliver Klemet e all'ungherese Dávid Betlehem.

## Risultati
| Pos.    | Atleta               | Nazionalità   | Tempo     | Distacco |
| ------- | -------------------- | ------------- | --------- | -------- |
| Oro     | Kristóf Rasovszky    | Ungheria      | 1h50'52"7 | -        |
| Argento | Oliver Klemet        | Germania      | 1h50'54"8 | +0'2"1   |
| Bronzo  | Dávid Betlehem       | Ungheria      | 1h51'09"0 | +0'16"3  |
| 4       | Domenico Acerenza    | Italia        | 1h51'09"6 | +0'16"9  |
| 5       | Logan Fontaine       | Francia       | 1h51'47"9 | +0'55"2  |
| 6       | Hector Pardoe        | Gran Bretagna | 1h51'50"8 | +0'58"1  |
| 7       | Marc-Antoine Olivier | Francia       | 1h51'50"9 | +0'58"2  |
| 8       | Florian Wellbrock    | Germania      | 1h51'54"4 | +1'01"7  |
| 9       | Gregorio Paltrinieri | Italia        | 1h51'58"0 | +1'05"3  |
| 10      | Athanasios Kynigakis | Grecia        | 1h52'37"2 | +1'44"5  |
| 11      | Nicholas Sloman      | Australia     | 1h56'24"4 | +5'31"7  |
| 12      | Paulo Strehlke       | Messico       | 1h56'28"4 | +5'35"7  |
| 13      | Kyle Lee             | Australia     | 1h56'42"5 | +5'49"8  |
| 14      | Toby Robinson        | Gran Bretagna | 1h56'43"0 | +5'50"3  |
| 15      | Taishin Minamide     | Giappone      | 1h56'57"3 | +6'04"6  |
| 16      | Matan Roditi         | Israele       | 1h57'02"3 | +6'09"6  |
| 17      | David Farinango      | Ecuador       | 1h57'08"6 | +6'15"9  |
| 18      | Daniel Wiffen        | Irlanda       | 1h57'20"1 | +6'27"4  |
| 19      | Ivan Puskovitch      | Stati Uniti   | 1h57'52"5 | +6'59"8  |
| 20      | Martin Straka        | Rep. Ceca     | 1h57'52"9 | +7'00"2  |
| 21      | Jan Hercog           | Austria       | 2h01'03"8 | +10'11"1 |
| 22      | Piotr Woźniak        | Polonia       | 2h02'38"6 | +11'45"9 |
| 23      | Kuzey Tunçelli       | Turchia       | 2h02'58"1 | +12'05"4 |
| 24      | Felix Auböck         | Austria       | 2h03'00"5 | +12'07"8 |
| 25      | Henrik Christiansen  | Norvegia      | 2h03'38"2 | +12'45"5 |
| —       | Guilherme da Costa   | Brasile       | dnf       | dnf      |
| —       | Carlos Garach        | Spagna        | dnf       | dnf      |
| —       | Phillip Seidler      | Namibia       | dnf       | dnf      |
| —       | Emir Batur Albayrak  | Turchia       | dnf       | dnf      |
| —       | Victor Johansson     | Svezia        | dns       | dns      |
| —       | Ahmed Jaouadi        | Tunisia       | dns       | dns      |